# ティモ・ベルンハルト
ティモ・ベルンハルト（Timo Bernhard、1981年2月24日 - ）は、ドイツのザールラント州ホンブルク出身のレーシングドライバー。スポーツカーレースに出走している。かつてはアメリカのペンスキー・レーシングに所属しており、2013年以降はポルシェチームのワークスドライバーとして活動している。2009年から2011年までアウディチームに所属して活躍している。2010年に、スポーツカー三大クラシック耐久レースのデイトナ24時間レース(2003年)・セブリング12時間レース(2008年)・ル・マン24時間レース(2010年)を制して三冠を達成した。

## 初期のレース経歴（スポーツカーレース転向以前）
1991年、ベルンハルトは10歳の時にカートデビューして、モータースポーツレースの世界へ第一歩を踏み出した。1994年にはドイツカートジュニア選手権の王者となり、1995年にCIK-FIAジュニア世界選手権で総合5位に入った。1996年にドイツカート選手権で総合6位、1997年に総合3位に入った。1998年にはフォーミュラカーレースの世界に移り、フォーミュラ・フォードのユーロカップとドイツシリーズの両方で総合6位に入っている。1999年のドイツシリーズで総合3位の成績を残したシーズンを最後にして、ベルンハルトのフォーミュラカーレースでのレース活動は終了した。

## スポーツカーレースでのレース経歴
2000年、ベルンハルトはUPS・ポルシェ・ジュニア・チームのドライバーとしてポルシェ・スーパーカップに出場し、総合3位に入った。2001年、ベルンハルトはアレックス・ジョブ・レーシングに加入してランディ・ポブストとクリスティアン・メンツェルでチームを組んでアメリカン・ル・マン・シリーズ(ALMS)に参戦し、シリーズのデビューレースとなるセブリング12時間レースに出場してGTクラスの2位に入賞した。

### 2002年
2000年シーズンの開幕となるデイトナ24時間レースでは「ザ・レーサーズ・グループ」のチームに所属して参戦し、クラス優勝で開幕戦を飾った。「アルツェン・モータースポーツ」のチームに所属して参戦したニュルブルクリンク24時間レースでは総合2位に入っている。この年のベルンハルトのベストレースとして挙げられるのはル・マン24時間レースでの活躍であり、ケヴィン・バックラーとルーカス・ルーアとチームを組んでGTクラスで参戦してクラス優勝を果たした。カレラ・カップでは3位となり、ヨルグ・ベルグマイスターと組んで臨んだALMSの開幕レースで優勝して選手権で4位の成績を残している。

### 2003年
ベルンハルトはバックラー、ミハエル・シュロム、ベルクマイスターらとポルシェ・911 GT3-RSに乗り、シーズン開幕戦デイトナ24時間レースでプロトタイプカーを破り総合優勝を飾った。ベルンハルトとベルクマイスターはプチ・ル・マンを含むALMSの3戦で優勝して選手権で2位となった。ベルンハルトはニュルブルクリンク24時間レースで3位に入った。

### 2004年
ALMSでベルンハルトはベルグマイスターと再びパートナーを組むこととなった。このコンビでGTクラスを9戦して6勝を挙げGTクラスタイトルを獲得した。その6勝に含まれるセブリングとプチ・ル・マンのレースは、サッシャ・マーセンとトリオを組んで勝利している。ベルンハルトはまたスパ・フランコルシャン24時間レースで総合順位4位クラス2位だった。そしてニュルブルクリンク24時間レースでは、3年連続で表彰台を獲得し、マンタイ・レーシング・ポルシェチームで3位に入った。

### 2005年
ベルンハルトはロマン・デュマと組んでALMSに参戦した。このコンビで4回のクラス優勝を挙げ、ベルンハルトは4回のポールポジションを獲得しているが、クラス2位で終わった。ベルクマイスターとパトリック・ロングと組んで臨んだル・マン24時間レースでは、GT2クラスでクラス2位に入っている。

### 2006年
ベルンハルトはロジャー・ペンスキーがチームオーナーの「DHL・ペンスキー・レーシング」に移籍して、新型ポルシェ・RSスパイダーに乗り換え、パートナーは前年に引き続きデュマと組みながら、ALMSのLMP2クラスに参戦した。
第3戦ミッドオハイオでは本来上位クラスのLMP1クラスに出走するLMP1カーの新モデルとなる最速車のアウディ・R10がル・マン24時間レースに専念する為にALMSでは開幕戦セブリングを初参戦初優勝後、第5戦ユタ・グランプリまで欠場が続いている最中であったという幸運もあり、当時モデル末期のLMP1カーであったアウディ・R8を相手に戦い総合優勝を果たすという快挙を成し遂げた。（*ちなみにアウディ・R10が投入初年度となる2006年の前半の時点において、アウディがR10をALMSを始めとするレースへの参戦数を重ねて戦力強化することよりテストに時間を割いて開発熟成に取り組んでいたという実態は、英語版WikipediaのAudi R10 TDIの記事やCategory:2006 in the American Le Mans Seriesに登録されている2006年のALMSの各レースの記事の記述によって確認できる。）
この快挙は、LMP2カー初の総合優勝でかつ、2003年以来の（最上位クラスではない）下位クラスのレースカーによる総合優勝という記録から成るものであった。ベルンハルトはプチ・ル・マンのLMP2クラスにも（サシャ・マーセン、エマニュエル・コラールと共に）優勝し、ALMSで4回のクラス優勝を挙げてクラス3位となっている。ニュルブルクリンク24時間レースでもルーカス・ルーア、マルセル・ティーマン、マイク・ロッケンフェラーと組んで出場し総合優勝した。

### 2007年
ALMSに前年と同じく参戦。第二世代に進化したペンスキー・レーシングのポルシェ・RSスパイダーは、格上クラスのLMP1のアウディ・R10を下し、全12戦中第3 - 10戦で8連勝で総合優勝、3回のクラス優勝を飾りシリーズを席巻、LMP2クラスチームタイトルを獲得した。ベルンハルト・デュマ組が全8勝（総合優勝は6回）を上げ、LMP2ドライバーズタイトルを獲得した。

### 2008年
ALMSに前年同様参戦。初戦のセブリング12時間でLMP2マシンで総合優勝し、ポルシェとしては20年ぶりの勝利となった。その後もアキュラが投入したARX-01bに苦戦する側面もあったが、最終的にはペンスキー・レーシングがLMP2クラスタイトルを獲得、ベルンハルト・デュマ組がドライバーズタイトルを獲得、連覇を果たした。

### 2009年
ベルンハルトとデュマはアウディスポーツ・チームヨーストに移籍し、新型アウディ・R15 TDIをドライブした。アレクサンドル・プレマをメンバーに加えて挑んだル・マン24時間レースでは、3号車に乗り総合順位17位に入っている。

### 2010年
この年デュマとロッケンフェラーと組んで前年に引き続きR15 TDI（カーナンバーは9号車）に乗って臨んだル・マン24時間レースで総合優勝を果たす。ベルンハルトを含む優勝ドライバー3人にとって初のル・マン総合優勝であった。決勝レースでは、1971年の走行距離記録5,335.313 km (3,315.210マイル) を39年振りに上回る5,410.713 km (3,362.061マイル) (397ラップ) を記録している。ル・マンの制覇により、ベルンハルトはスポーツカー三大クラシック耐久レースの三冠（トリプルクラウン）を達成した。

### 2015年
2014年から世界耐久選手権（WEC）で、ポルシェのポルシェ・919ハイブリッドをドライブ。この年のWECでLMP1クラスドライバーズタイトルを獲得した。ル・マン24時間では総合2位だった。

### 2017年
ル・マン24時間では2度目の総合優勝を獲得。WECでもLMP1クラスドライバーズタイトルを獲得した。

### 2018年
6月29日、1983年にステファン・ベロフがポルシェ・956で記録した6分11秒13のニュルブルクリンク北コースのラップレコードを、ポルシェ・919ハイブリッド Evoを走らせ5分19秒546を記録し、35年ぶりに更新した。

## 主なレース実績

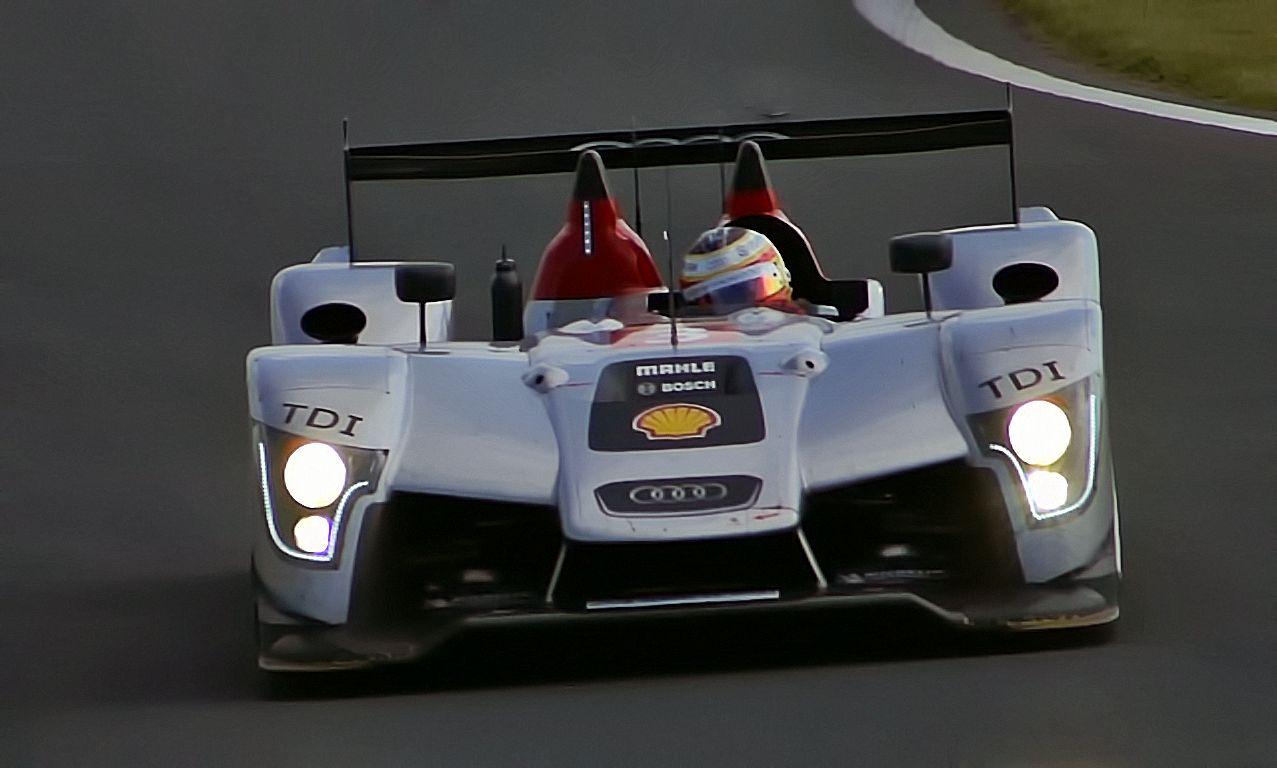
2009年のル・マン24時間レースでのベルンハルトがドライブする アウディ・R15 TDI

- ALMS LMP2クラスチャンピオン: 2007年, 2008年
- ALMS GTクラスチャンピオン: 2004年
- ル・マン24時間レース GTクラス優勝者: 2002年
- ル・マン24時間レース 総合優勝者: 2010年,2017年
- セブリング12時間レース GTクラス優勝者: 2004年
- セブリング12時間レース 総合優勝者: 2008年
- プチ・ル・マン LMP2クラス優勝者: 2006年
- プチ・ル・マン GTクラス優勝者: 2003年, 2004年
- デイトナ24時間レース 総合優勝者: 2003年
- デイトナ24時間レース GTクラス優勝者: 2002年, 2003年
- ニュルブルクリンク24時間レース 優勝者: 2006年, 2007年, 2008年, 2009年, 2011年
- ポルシェ・カレラカップドイツ選手権 チャンピオン: 2001年

## レース戦績

### ポルシェ・カレラカップ・ドイツ
| 年     | チーム                         | 1     | 2     | 3     | 4       | 5     | 6     | 7     | 8      | 9     | 順位 | ポイント |
| ------ | ------------------------------ | ----- | ----- | ----- | ------- | ----- | ----- | ----- | ------ | ----- | ---- | -------- |
| 2000年 | UPS ポルシェ・ジュニア・チーム | HOC 1 | OSC 2 | NOR 5 | SAC 8   | NÜR 1 | LAU 8 | BUG 4 | NÜR 13 | HOC 7 | 3位  | 113      |
| 2001年 | UPS ポルシェ・ジュニア・チーム | HOC 4 | NÜR 1 | OSC 1 | SAC Ret | NOR 8 | LAU 1 | NÜR 1 | ZAN 4  | HOC 2 | 1位  | 166      |

- 太字はポールポジション、斜字はファステストラップ。(key)

### ポルシェ・スーパーカップ
| 年     | チーム               | 1     | 2     | 3     | 4       | 5     | 6     | 7     | 8   | 9       | 10    | 11    | 12    | 順位 | ポイント |
| ------ | -------------------- | ----- | ----- | ----- | ------- | ----- | ----- | ----- | --- | ------- | ----- | ----- | ----- | ---- | -------- |
| 2001年 | ポルシェ AG          | IMO   | CAT   | A1R   | MON     | NÜR 2 | SIL 3 | HOC 1 | HUN | SPA     | MNZ 2 | IMS   | IMS   | NC‡  | 0‡       |
| 2002年 | ユルゲン・アルツェン | IMO 5 | CAT 9 | A1R 2 | MON Ret | NÜR 4 | SIL   | HOC 3 | HUN | SPA Ret | MNZ 4 | IMS 2 | IMS 2 | 3位  | 127      |

- ‡：ポイントの対象外

(key)

### スポーツカー

#### アメリカン・ル・マン・シリーズ
| 年     | チーム                                     | 使用車両                        | クラス | 1       | 2     | 3      | 4       | 5     | 6      | 7      | 8       | 9       | 10     | 11    | 12    | 順位 | ポイント |
| ------ | ------------------------------------------ | ------------------------------- | ------ | ------- | ----- | ------ | ------- | ----- | ------ | ------ | ------- | ------- | ------ | ----- | ----- | ---- | -------- |
| 2001年 | アレックス・ジョブ・レーシング             | ポルシェ・911 GT3-RS            | GT     | TEX     | SEB 2 | DON    | JAR     |       |        |        |         |         |        |       |       | 16位 | 79       |
| 2001年 | ピーターセン・モータースポーツ             | ポルシェ・911 GT3-RS            | GT     |         |       |        |         | SNM 6 | POR 6  | MOS 10 | LGA     | MIA 5   | PET    |       |       | 16位 | 79       |
| 2002年 | アレックス・ジョブ・レーシング             | ポルシェ・911 GT3-RS            | GT     | SEB 9   | SNM 3 | MDO 2  | ROA 1   | WAS 3 | TRO 2  | MOS 3  | LGA 7   | MIA 2   | PET 14 |       |       | 5位  | 185      |
| 2003年 | アレックス・ジョブ・レーシング             | ポルシェ・911 GT3-RS            | GT     | SEB 5   | ATL 1 | SNM 2  | TRO Ret | MOS 1 | ROA NC | LGA 9  | MIA Ret | PET 1   |        |       |       | 3位  | 104      |
| 2004年 | アレックス・ジョブ・レーシング             | ポルシェ・911 GT3-RSR           | GT     | SEB 1   | MDO 2 | LIM 10 | SNM 1   | POR 4 | MOS 1  | ROA 1  | PET 1   | LGA 2   |        |       |       | 1位  | 158      |
| 2005年 | アレックス・ジョブ・レーシング             | ポルシェ・911 GT3-RSR           | GT2    | SEB Ret | ATL 2 | MDO 1  | LIM 1   | SNM 1 | POR 1  | ROA 2  | MOS 6   | PET 4   | LGA 5  |       |       | 2位  | 145      |
| 2006年 | ペンスキー・レーシング                     | ポルシェ・RSスパイダー          | LMP2   | SEB Ret | HOU 5 | MDO 1  | LIM 1   | UTA 3 | POR 3  | ROA 1  | MOS 2   | PET 1   | LGA 2  |       |       | 3位  | 155      |
| 2007年 | ペンスキー・レーシング                     | ポルシェ・RSスパイダー Evo      | LMP2   | SEB 3   | STP 2 | LBH 1  | HOU 1   | UTA 2 | LIM 2  | MDO 1  | ROA 1   | MOS 1   | DET 1  | PET 1 | LGA 1 | 1位  | 239      |
| 2008年 | ペンスキー・レーシング                     | ポルシェ・RSスパイダー Evo      | LMP2   | SEB 1   | STP 1 | LBH 2  | UTA 1   | LIM 2 | MDO 1  | ROA 2  | MOS Ret | DET 4   | PET 2  | LGA 3 |       | 1位  | 203      |
| 2010年 | マッスル・ミルク・チーム・サイトスポーツ   | ポルシェ・RSスパイダー Evo      | LMP    | SEB     | LBH   | LGA    | UTA     | LIM   | MDO    | ROA 2  | MOS     |         |        |       |       | 20位 | 20       |
| 2010年 | ポルシェ・モータースポーツ・ノースアメリカ | ポルシェ・911 GT3-Rハイブリッド | GTH    |         |       |        |         |       |        |        |         | PET 18  |        |       |       | NC†  | 0†       |
| 2011年 | アウディスポーツ・チーム・ヨースト         | アウディ・R15 TDIプラス         | LMP1   | SEB 5   | LBH   | LIM    | MOS     | MDO   | ROA    | BAL    | LGA     |         |        |       |       | NC   | 0        |
| 2011年 | アウディスポーツ・チーム・ヨースト         | アウディ・R18 TDI               | LMP1   |         |       |        |         |       |        |        |         | PET Ret |        |       |       | NC   | 0        |

- 太字はポールポジション、斜字はファステストラップ。(key)
- † 賞典外出走のため、ポイントは加算されない。

#### ロレックス・スポーツカー・シリーズ
| 年     | チーム                 | 開発             | エンジン | クラス | 1     | 2     | 3     | 4     | 5     | 6     | 7      | 8      | 9      | 10    | 11    | 12     | 順位 | ポイント |
| ------ | ---------------------- | ---------------- | -------- | ------ | ----- | ----- | ----- | ----- | ----- | ----- | ------ | ------ | ------ | ----- | ----- | ------ | ---- | -------- |
| 2009年 | ペンスキー・レーシング | ライリー・Mk. XX | ポルシェ | DP     | DAY 6 | VIR 7 | NJE 3 | LGA 6 | WGL 3 | MDO 4 | DAY 11 | ALA 15 | WGL 13 | MTL 2 | UTA 4 | HMS 11 | 4位  | 296      |

- 太字はポールポジション、斜字はファステストラップ。(key)

#### インターコンチネンタル・ル・マン・カップ
| 年     | チーム                             | 使用車両                | クラス | 1     | 2     | 3       | 4     | 5     | 6       | 7     |
| ------ | ---------------------------------- | ----------------------- | ------ | ----- | ----- | ------- | ----- | ----- | ------- | ----- |
| 2011年 | アウディスポーツ・チーム・ヨースト | アウディ・R15 TDIプラス | LMP1   | SEB 5 |       |         |       |       |         |       |
| 2011年 | アウディスポーツ・チーム・ヨースト | アウディ・R18 TDI       | LMP1   |       | SPA 5 | LMN Ret | IMO 3 | SIL 2 | PET Ret | ZHU 3 |

- 太字はポールポジション、斜字はファステストラップ。(key)

#### FIA 世界耐久選手権
| 年     | チーム                             | 使用車両                  | クラス    | 1       | 2       | 3      | 4     | 5     | 6     | 7     | 8       | 9     | 順位 | ポイント |
| ------ | ---------------------------------- | ------------------------- | --------- | ------- | ------- | ------ | ----- | ----- | ----- | ----- | ------- | ----- | ---- | -------- |
| 2012年 | アウディスポーツ・チーム・ヨースト | アウディ・R18 ウルトラ    | LMP1      | SEB 2   | SPA     | LMN    | SIL   | SAO   | BHR   | FSW   | SHA     |       | 21位 | 18       |
| 2013年 | ポルシェ AG・チーム・マンタイ      | ポルシェ・911 RSR         | LMGTE Pro | SIL 7   | SPA Ret | LMN 2  | SÃO   | COA   | FSW   | SHA   | BHR     |       | 12位 | 42       |
| 2014年 | ポルシェ・チーム                   | ポルシェ・919ハイブリッド | LMP1-H    | SIL 3   | SPA 12  | LMN NC | COA 5 | FSW 3 | SHA 6 | BHR 3 | SÃO Ret |       | 9位  | 64.5     |
| 2015年 | ポルシェ・チーム                   | ポルシェ・919ハイブリッド | LMP1      | SIL Ret | SPA 3   | LMN 2  | NÜR 1 | COA 1 | FSW 1 | SHA 1 | BHR 5   |       | 1位  | 166      |
| 2016年 | ポルシェ・チーム                   | ポルシェ・919ハイブリッド | LMP1      | SIL Ret | SPA 26  | LMN 10 | NÜR 1 | MEX 1 | COA 1 | FSW 3 | SHA 1   | BHR 3 | 4位  | 134.5    |
| 2017年 | ポルシェ・LMPチーム                | ポルシェ・919ハイブリッド | LMP1      | SIL 2   | SPA 3   | LMN 1  | NÜR 1 | MEX 1 | COA 1 | FSW 4 | SHA 2   | BHR 2 | 1位  | 208      |

- 太字はポールポジション、斜字はファステストラップ。(key)

#### ユナイテッド・スポーツカー選手権
| 年     | チーム                             | 使用車両                 | クラス | 1      | 2      | 3   | 4   | 5   | 6     | 7   | 8   | 9   | 10    | 11  | 順位  | ポイント |
| ------ | ---------------------------------- | ------------------------ | ------ | ------ | ------ | --- | --- | --- | ----- | --- | --- | --- | ----- | --- | ----- | -------- |
| 2014年 | パーク・プレイス・モータースポーツ | ポルシェ・911 GTアメリカ | GTD    | DAY 23 | SEB    | LGA | DET | WGL | MOS   | IMS | ELK | VIR | CTA   | PET | 126位 | 1        |
| 2018年 | テキーラ・パトロンESM              | 日産・オンローク DPi     | P      | DAY    | SEB    | LBH | MDO | DET | WGL   | MOS | ELK | LGA | PET 6 |     | 53位  | 25       |
| 2019年 | マツダ・チーム・ヨースト           | マツダ・RT24-P           | DPi    | DAY 11 | SEB 11 | LBH | MDO | DET | WGL 2 | MOS | ELK | LGA | PET 6 |     | 15位  | 97       |

- 太字はポールポジション、斜字はファステストラップ。(key)

#### ル・マン24時間レース
| ル・マン24時間レース 結果 | ル・マン24時間レース 結果                                         | ル・マン24時間レース 結果                   | ル・マン24時間レース 結果 | ル・マン24時間レース 結果 | ル・マン24時間レース 結果 | ル・マン24時間レース 結果 | ル・マン24時間レース 結果 |
| 年                        | チーム                                                            | コ・ドライバー                              | 使用車両                  | クラス                    | 周回                      | 順位                      | クラス 順位               |
| ------------------------- | ----------------------------------------------------------------- | ------------------------------------------- | ------------------------- | ------------------------- | ------------------------- | ------------------------- | ------------------------- |
| 2002年                    | ザ・レーサーズ・グループ                                          | ケビン・バックラー ルーカス・ルーア         | ポルシェ・911 GT3-RS      | GT                        | 322                       | 16位                      | 1位                       |
| 2003年                    | ザ・レーサーズ・グループ                                          | ケビン・バックラー ヨルグ・ベルグマイスター | ポルシェ・911 GT3-RS      | GT                        | 304                       | 20位                      | 5位                       |
| 2005年                    | ピーターセン・モータースポーツ ホワイト・ライトニング・レーシング | ヨルグ・ベルグマイスター パトリック・ロング | ポルシェ・911 GT3-RSR     | GT2                       | 331                       | 11位                      | 2位                       |
| 2009年                    | アウディスポーツ・チーム・ヨースト                                | ロマン・デュマ アレクサンドル・プレマ       | アウディ・R15 TDI         | LMP1                      | 333                       | 17位                      | 13位                      |
| 2010年                    | アウディスポーツ・ノースアメリカ                                  | ロマン・デュマ マイク・ロッケンフェラー     | アウディ・R15 TDI プラス  | LMP1                      | 397                       | 1位                       | 1位                       |
| 2011年                    | アウディスポーツ・チーム・ヨースト                                | ロマン・デュマ マイク・ロッケンフェラー     | アウディ・R18 TDI         | LMP1                      | 116                       | DNF                       | DNF                       |
| 2013年                    | ポルシェ AG・チーム・マンタイ                                     | パトリック・ピレ ヨルグ・ベルグマイスター   | ポルシェ・911 RSR         | GTE Pro                   | 315                       | 16位                      | 2位                       |
| 2014年                    | ポルシェ・チーム                                                  | ブレンドン・ハートレイ マーク・ウェバー     | ポルシェ・919ハイブリッド | LMP1-H                    | 346                       | NC                        | NC                        |
| 2015年                    | ポルシェ・チーム                                                  | ブレンドン・ハートレイ マーク・ウェバー     | ポルシェ・919ハイブリッド | LMP1                      | 394                       | 2位                       | 2位                       |
| 2016年                    | ポルシェ・チーム                                                  | ブレンドン・ハートレイ マーク・ウェバー     | ポルシェ・919ハイブリッド | LMP1                      | 346                       | 13位                      | 5位                       |
| 2017年                    | ポルシェ・LMPチーム                                               | ブレンドン・ハートレイ アール・バンバー     | ポルシェ・919ハイブリッド | LMP1                      | 367                       | 1位                       | 1位                       |
| 2018年                    | ポルシェ・GTチーム                                                | ロマン・デュマ スヴェン・ミューラー         | ポルシェ・911 RSR         | GTE Pro                   | 92                        | DNF                       | DNF                       |

#### デイトナ24時間レース
| デイトナ24時間レース 結果 | デイトナ24時間レース 結果                     | デイトナ24時間レース 結果                                                   | デイトナ24時間レース 結果    | デイトナ24時間レース 結果 | デイトナ24時間レース 結果 | デイトナ24時間レース 結果 | デイトナ24時間レース 結果 |
| 年                        | チーム                                        | コ・ドライバー                                                              | 使用車両                     | クラス                    | 周回                      | 順位                      | クラス 順位               |
| ------------------------- | --------------------------------------------- | --------------------------------------------------------------------------- | ---------------------------- | ------------------------- | ------------------------- | ------------------------- | ------------------------- |
| 2002年                    | ザ・レーサーズ・グループ                      | ケビン・バックラー マイケル・シュロム ヨルグ・ベルグマイスター              | ポルシェ・911 GT3-RS         | GT                        | 669                       | 7位                       | 1位                       |
| 2003年                    | ザ・レーサーズ・グループ                      | ケビン・バックラー マイケル・シュロム ヨルグ・ベルグマイスター              | ポルシェ・911 GT3-RS         | GT                        | 695                       | 1位                       | 1位                       |
| 2004年                    | ザ・レーサーズ・グループ/モンスター・ケーブル | ケビン・バックラー パトリック・ロング ヨルグ・ベルグマイスター              | ポルシェ・911 GT3-RS         | GT                        | 494                       | 14位                      | 5位                       |
| 2005年                    | ブルモス・レーシング                          | J・C・フランス ハーレイ・ヘイウッド マイク・ロッケンフェラー ロマン・デュマ | ファブカー・FDSC/03-ポルシェ | DP                        | 432                       | DNF                       | DNF                       |
| 2007年                    | トルスピード・モータースポーツ                | チャールズ・モーガン ロブ・モーガン B・J・ザカリアス                        | ライリー・Mk. XI-ポルシェ    | DP                        | 636                       | 8位                       | 8位                       |
| 2008年                    | ファーンバッハー・ロールズ・レーシング        | ドミニク・ファーンバッハー ピエール・エーレット ディルク・ヴェルナー        | ポルシェ・911 GT3 Cup        | GT                        | 646                       | 18位                      | 10位                      |
| 2009年                    | ペンスキー・レーシング                        | ロマン・デュマ ライアン・ブリスコー                                         | ライリー・Mk. XX-ポルシェ    | DP                        | 717                       | 6位                       | 6位                       |
| 2010年                    | ザ・レーサーズ・グループ                      | ロマン・デュマ ティム・ジョージ ボビー・ラボンテ スペンサー・パンペリー     | ポルシェ・911 GT3 Cup        | GT                        | 668                       | 16位                      | 9位                       |
| 2014年                    | パーク・プレイス・モータースポーツ            | ジム・ノーマン クレイグ・スタントン ノルベルト・ジードラー                  | ポルシェ・911 GTアメリカ     | GTD                       | 566                       | 49位                      | 23位                      |
| 2019年                    | マツダ・チーム・ヨースト                      | オリバー・ジャービス トリスタン・ヌネス レネ・ラスト                        | マツダ・RT24-P               | DPi                       | 220                       | DNF                       | DNF                       |

#### セブリング12時間レース
| セブリング12時間レース 結果 | セブリング12時間レース 結果        | セブリング12時間レース 結果                 | セブリング12時間レース 結果 | セブリング12時間レース 結果 | セブリング12時間レース 結果 | セブリング12時間レース 結果 | セブリング12時間レース 結果 |
| 年                          | チーム                             | コ・ドライバー                              | 使用車両                    | クラス                      | 周回                        | 順位                        | クラス 順位                 |
| --------------------------- | ---------------------------------- | ------------------------------------------- | --------------------------- | --------------------------- | --------------------------- | --------------------------- | --------------------------- |
| 2001年                      | アレックス・ジョブ・レーシング     | ランディ・ポブスト クリスチャン・メンツェル | ポルシェ・911 GT3-RS        | GT                          | 326                         | 9位                         | 2位                         |
| 2002年                      | アレックス・ジョブ・レーシング     | ヨルグ・ベルグマイスター マルク・リープ     | ポルシェ・911 GT3-RS        | GT                          | 277                         | DNF                         | DNF                         |
| 2003年                      | アレックス・ジョブ・レーシング     | ヨルグ・ベルグマイスター                    | ポルシェ・911 GT3-RS        | GT                          | 307                         | 17位                        | 5位                         |
| 2004年                      | アレックス・ジョブ・レーシング     | サッシャ・マーセン                          | ポルシェ・911 GT3-RSR       | GT                          | 317                         | 8位                         | 1位                         |
| 2005年                      | アレックス・ジョブ・レーシング     | ロマン・デュマ サッシャ・マーセン           | ポルシェ・911 GT3-RSR       | GT2                         | 98                          | DNF                         | DNF                         |
| 2006年                      | ペンスキー・レーシング             | ロマン・デュマ パトリック・ロング           | ポルシェ・RSスパイダー      | LMP2                        | 193                         | DNF                         | DNF                         |
| 2007年                      | ペンスキー・レーシング             | ロマン・デュマ エリオ・カストロネベス       | ポルシェ・RSスパイダー Evo  | LMP2                        | 351                         | 5位                         | 3位                         |
| 2008年                      | ペンスキー・レーシング             | ロマン・デュマ エマニュエル・コラール       | ポルシェ・RSスパイダー Evo  | LMP2                        | 351                         | 1位                         | 1位                         |
| 2011年                      | アウディスポーツ・チーム・ヨースト | ロマン・デュマ マイク・ロッケンフェラー     | アウディ・R15 TDIプラス     | LMP1                        | 326                         | 5位                         | 5位                         |
| 2012年                      | アウディスポーツ・チーム・ヨースト | ロマン・デュマ ロイック・デュバル           | アウディ・R18 TDI           | LMP1                        | 321                         | 2位                         | 2位                         |
| 2019年                      | マツダ・チーム・ヨースト           | オリバー・ジャービス トリスタン・ヌネス     | マツダ・RT24-P              | DPi                         | 233                         | 37位                        | 11位                        |

### グランドツーリング

#### ADAC GTマスターズ
| 年     | チーム                    | 車両               | 1        | 2         | 3         | 4         | 5       | 6         | 7       | 8        | 9         | 10        | 11        | 12      | 13       | 14       | 順位 | ポイント |
| ------ | ------------------------- | ------------------ | -------- | --------- | --------- | --------- | ------- | --------- | ------- | -------- | --------- | --------- | --------- | ------- | -------- | -------- | ---- | -------- |
| 2018年 | KÜSチーム75・ベルンハルト | ポルシェ・911 GT3R | OSC 1 13 | OSC 2 7   | MST 1 12  | MST 2 Ret | RBR 1 4 | RBR 2 Ret | NÜR 1 5 | NÜR 2 8  | ZAN 1 Ret | ZAN 2 Ret | SAC 1 DSQ | SAC 2 5 | HOC 1 9  | HOC 2 6  | 11位 | 52       |
| 2019年 | KÜSチーム75・ベルンハルト | ポルシェ・911 GT3R | OSC 1 14 | OSC 2 Ret | MST 1 Ret | MST 2 21  | RBR 1 3 | RBR 2 22  | ZAN 1 2 | ZAN 2 10 | NÜR 1 13  | NÜR 2 1   | HOC 1 5   | HOC 2 4 | SAC 1 16 | SAC 2 11 | 9位  | 103      |

- 太字はポールポジション、斜字はファステストラップ。(key)

#### スパ・フランコルシャン24時間レース
| スパ24時間レース 結果 | スパ24時間レース 結果            | スパ24時間レース 結果                             | スパ24時間レース 結果 | スパ24時間レース 結果 | スパ24時間レース 結果 | スパ24時間レース 結果 | スパ24時間レース 結果 |
| 年                    | チーム                           | コ・ドライバー                                    | 使用車両              | クラス                | 周回                  | 順位                  | クラス 順位           |
| --------------------- | -------------------------------- | ------------------------------------------------- | --------------------- | --------------------- | --------------------- | --------------------- | --------------------- |
| 2004年                | フライジンガー・モータースポーツ | アレクセイ・ヴァシリエフ ヨルグ・ベルグマイスター | ポルシェ・911 GT3-RSR | N-GT                  | 543                   | 4位                   | 2位                   |
| 2006年                | マンタイ・レーシング             | マルク・リープ ペドロ・ラミー                     | ポルシェ・911 GT3-RSR | G2                    | 512                   | 15位                  | 2位                   |
| 2013年                | Pro GT アルメラス                | ヨルグ・ベルグマイスター ニコラ・ラピエール       | ポルシェ・911 GT3 R   | Pro                   | 543                   | 13位                  | 6位                   |
| 2018年                | KÜSチーム75・ベルンハルト        | アール・バンバー ローレンス・ヴァントール         | ポルシェ・911 GT3 R   | Pro                   | 353                   | DNF                   | DNF                   |
| 2019年                | KÜSチーム75・ベルンハルト        | アール・バンバー ローレンス・ヴァントール         | ポルシェ・911 GT3 R   | Pro                   | 362                   | 9位                   | 9位                   |

#### ニュルブルクリンク24時間レース
| ニュルブルクリンク24時間レース 結果 | ニュルブルクリンク24時間レース 結果 | ニュルブルクリンク24時間レース 結果                            | ニュルブルクリンク24時間レース 結果 | ニュルブルクリンク24時間レース 結果 | ニュルブルクリンク24時間レース 結果 | ニュルブルクリンク24時間レース 結果 | ニュルブルクリンク24時間レース 結果 |
| 年                                  | チーム                              | コ・ドライバー                                                 | 車                                  | クラス                              | 周回                                | 順位                                | クラス 順位                         |
| ----------------------------------- | ----------------------------------- | -------------------------------------------------------------- | ----------------------------------- | ----------------------------------- | ----------------------------------- | ----------------------------------- | ----------------------------------- |
| 2004年                              | マンタイ・レーシング                | ルーカス・ルーア アルノ・クラーゼン オラフ・マンタイ           | ポルシェ・911 GT3-MR                | SP7                                 | 141                                 | 3位                                 | 1位                                 |
| 2005年                              | マンタイ・レーシング                | ルーカス・ルーア エマニュエル・コラール マルセル・ティーマン   | ポルシェ・911 GT3-MR                | SP7                                 | 127                                 | 9位                                 | 6位                                 |
| 2006年                              | マンタイ・レーシング                | ルーカス・ルーア マイク・ロッケンフェラー マルセル・ティーマン | ポルシェ・911 GT3-MR                | SP7                                 | 151                                 | 1位                                 | 1位                                 |
| 2007年                              | マンタイ・レーシング                | マルク・リープ ロマン・デュマ マルセル・ティーマン             | ポルシェ・911 GT3-RSR               | SP7                                 | 112                                 | 1位                                 | 1位                                 |
| 2008年                              | マンタイ・レーシング                | マルク・リープ ロマン・デュマ マルセル・ティーマン             | ポルシェ・911 GT3-RSR               | SP7                                 | 148                                 | 1位                                 | 1位                                 |
| 2009年                              | マンタイ・レーシング                | マルク・リープ ロマン・デュマ マルセル・ティーマン             | ポルシェ・911 GT3-RSR               | SP7                                 | 155                                 | 1位                                 | 1位                                 |
| 2010年                              | マンタイ・レーシング                | マルク・リープ ロマン・デュマ マルセル・ティーマン             | ポルシェ・911 GT3 R                 | SP9 GT3                             | 47                                  | DNF                                 | DNF                                 |
| 2011年                              | マンタイ・レーシング                | マルク・リープ ロマン・デュマ ルーカス・ルーア                 | ポルシェ・911 GT3-RSR               | SP7                                 | 156                                 | 1位                                 | 1位                                 |
| 2013年                              | マンタイ・レーシング                | マルク・リープ ロマン・デュマ ルーカス・ルーア                 | ポルシェ・911 GT3-RSR               | SP7                                 | 86                                  | 7位                                 | 1位                                 |
| 2020年                              | KCMG                                | アール・バンバー ヨルグ・ベルグマイスター デニス・オルセン     | ポルシェ・911 GT3 R                 | SP9 Pro                             | 83                                  | 13位                                | 13位                                |